# Fiscalia Superior de Catalunya
La Fiscalia Superior de Catalunya forma part de l'estructura orgànica del Ministeri fiscal espanyol. La seu de la Fiscalia Superior de Catalunya és a Barcelona i les seus de les fiscalies provincials són a la capital de província corresponent. La tasca de la fiscalia "és avaluar si hi ha algun fet delictiu i acusar".
També formen part de l'estructura del Ministeri fiscal espanyol les fiscalies provincials de Barcelona, Girona, Lleida i Tarragona i les fiscalies d'àrea de Sabadell, Granollers, Terrassa, Manresa-Igualada, Mataró-Arenys de Mar i Vilanova i la Geltrú-Gavà. Tot i que la seu principal és a les capitals provincials, quan pel nombre d'assumptes, el nombre d'òrgans judicials o la creació d'una secció de l'Audiència Provincial en una seu diferent a la capital, es poden crear les fiscalies d'àrea o les seccions territorials. Les fiscalies d'àrea prenen el nom de la localitat o municipi on estiguin ubicades. Les fiscalies d'àrea i les seccions territorials són creades pel Ministeri de Justícia, a proposta del fiscal general de l'estat, oït el Consell Fiscal i previ informe de l'òrgan competent de la comunitat autònoma. Tanmateix, el fiscal superior de la comunitat autònoma, un cop escoltats els fiscals en cap provincials, pot proposar al fiscal general de l'estat la creació de fiscalies d'àrea o seccions territorials en l'àmbit del seu territori. També hauran de comptar amb l'informe previ de l'òrgan competent de la comunitat autònoma.
José María Romero de Tejada va ser nomenat Fiscal Superior de Catalunya el juliol del 2013, després que la Fiscalia General de l'Estat obligués a dimitir Martín Rodríguez Sol per defensar la celebració de la consulta sobre la independència de Catalunya. És considerat conservador perquè pertany a l'Associació de Fiscals. Per ordre de Eduardo Torres-Dulce Lifante va presentar la querella que va portar al Judici contra Mas, Ortega i Rigau pel 9-N.

## Titulars
| # | Nom | Nom                         | Inici de mandat      | Fi de mandat           |
| - | --- | --------------------------- | -------------------- | ---------------------- |
| 1 |     | Teresa Compte Massachs      | 28 d'abril de 2007   | 10 de juliol de 2012   |
| 2 |     | Martín Rodríguez Sol        | 10 de juliol de 2012 | 5 de març de 2013      |
| 3 |     | José María Romero de Tejada | juliol de 2013       | 27 de novembre de 2017 |
| 4 |     | Francisco Bañeres Santos    | 12 de febrer de 2018 | En el càrrec           |